# Guatemala en los Juegos Olímpicos de París 2024
Guatemala estuvo representada en los Juegos Olímpicos de París 2024 por un total de dieciséis deportistas, diez hombres y seis mujeres, que compitieron en siete deportes.
Los portadores de la bandera en la ceremonia de apertura fueron el jugador de bádminton Kevin Cordón y la tiradora Waleska Soto.

## Medallistas
El equipo olímpico guatemalteco obtuvo las siguientes medallas:
| Nombre              | Deporte | Competición |
| ------------------- | ------- | ----------- |
| Oro                 |         |             |
| Adriana Ruano Oliva | Tiro    | Foso F      |
| Plata               |         |             |
| —                   |         |             |
| Bronce              |         |             |
| Jean Pierre Brol    | Tiro    | Foso M      |